# バクリエウ市
バクリエウ市（ベトナム語：Bạc Liêu / 北遼  発音）はベトナムのメコンデルタ地方のバクリエウ省の省都である。人口は約18.9万人である。かつてはヴィンロイ（Vĩnh Lợi / 永利）と呼ばれた。

## 歴史
バクリエウはクメール語のពលលាវ(Pol Leav)を中国語で発音した地名である。

1950年代、この地域はフイン・フー・ソーが起こしたホアハオ教の中心だった。

## 行政区画
以下の7坊3社から構成される。
- 第1坊（Phường 1）
- 第2坊（Phường 2）
- 第3坊（Phường 3）
- 第5坊（Phường 5）
- 第7坊（Phường 7）
- 第8坊（Phường 8）
- ニャマット坊（Nhà Mát / 家沫）
- ヒエップタイン社（Hiệp Thành / 協城）
- ヴィンチャック社（Vĩnh Trạch / 永澤）
- ヴィンチャックドン社（Vĩnh Trạch Đông / 永澤東）